# ديفيد نيويل
ديفيد نيويل (بالإنجليزية: David Newell)‏ هو قاضي ومحامي أمريكي، ولد في 9 يونيو 1971.